# Малі Карачури
Малі Карачу́ри (рос. Малые Карачуры, чув. Йăршу) — присілок у складі Чебоксарського району Чувашії, Росія. Входить до складу Великокатраського сільського поселення.
Населення — 328 осіб (2010; 268 у 2002).
Національний склад:
- чуваші — 99 %